# Гринчук Віталій Миколайович
Віта́лій Микола́йович Гринчу́к — український військовик, майор Збройних сил України, учасник російсько-української війни.

## Нагороди
21 жовтня 2014 року — за особисту мужність і героїзм, виявлені у захисті державного суверенітету та територіальної цілісності України, вірність військовій присязі під час російсько-української війни, нагороджений орденом Данила Галицького.